# Tamar Beroutchachvili
Tamar Beroutchachvili (en géorgien, თამარ ბერუჩაშვილი), née le 9 avril 1961 à Tbilissi (URSS), est une femme politique géorgienne. Membre du Rêve géorgien, elle est ministre du Commerce et des Relations économiques internationales entre 1998 et 2000, ministre de l'Intégration euro-atlantique ministre en 2004, ministre des Affaires étrangères entre 2014 et 2015 puis ambassadrice de Géorgie au Royaume-Uni depuis 2016. 